# Crownhill Fort

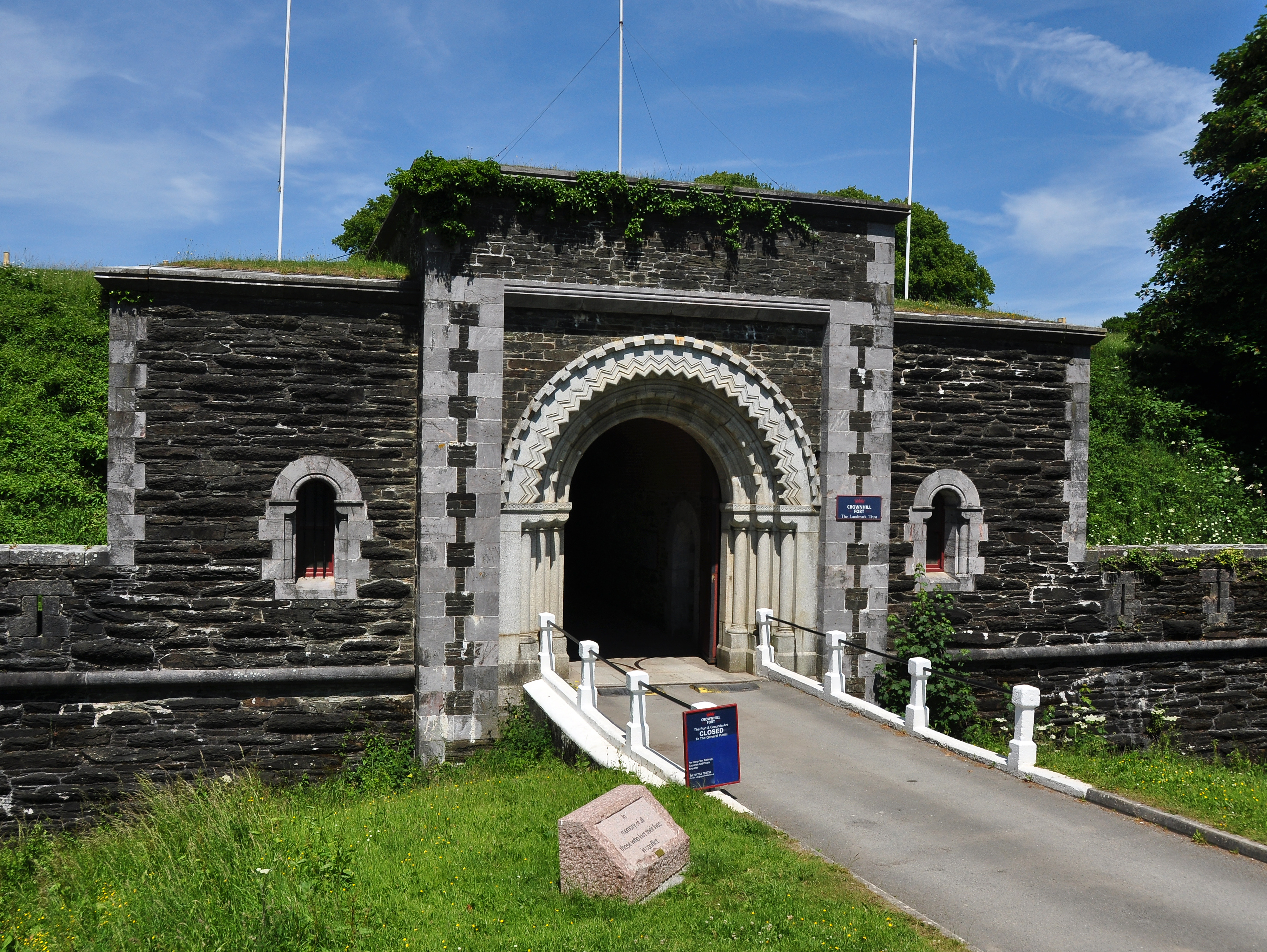
Haupttor von Crownhill Fort

Crownhill Fort ist eine ehemalige Festung in der Grafschaft Devon in Großbritannien. Das Fort liegt 6 km nördlich von Plymouth.

## Geschichte
Das Fort wurde auf Grund der Empfehlungen der Royal Commission on the Defence of the United Kingdom von 1863 bis 1872 zum Schutz von Plymouth und der Marinebasis Devonport errichtet. Die Festung war Teil eines Rings von elf Befestigungen, die ab 1860 zwischen dem Tamar River und dem Cattewater gebaut wurden, um Plymouth vor einem Angriff von der Landseite zu schützen. Innerhalb dieses Fortgürtels nahm Crownhill im Nordosten eine Schlüsselposition ein und galt als die größte und wichtigste Festung von Plymouth.
Die von Edmund Du Cane entworfene Festung war zum Zeitpunkt ihres Baus auf dem neuesten Stand der Festungsbaukunst. Die Festung war mit 32 Kanonen und 6 Mörsern bestückt, die Besatzung war 300 Mann stark. Durch den Fortschritt im Artilleriewesen veraltete sie jedoch rasch. Sie wurde nie in Kampfhandlungen verwickelt, doch im Gegensatz zu den anderen Forts um Plymouth wurde sie über 100 Jahre lang militärisch genutzt und blieb so erhalten. Erst 1986 endete die militärische Nutzung.
1987 wurde das Fort vom Landmark Trust erworben. Der Landmark Trust restaurierte die Anlage, legte die alten Wehrgänge frei und entfernte Anbauten und Anlagen aus dem 20. Jahrhundert. Die als Scheduled Monument geschützte ehemalige Festung kann besichtigt und auch für Veranstaltungen und Feiern gemietet werden.

## Anlage
Das Gelände der ehemaligen Festung ist 6,5 ha groß. Die siebeneckige Anlage liegt auf einem bewaldeten Hügel und ist von einem 10 m tiefen, in den Fels gehauenen Graben mit Kaponnieren an den Ecken umgeben. Der Zugang zur Festung erfolgte von Süden. Um den vieleckigen Innenhof liegen die mit Erde gedeckten Unterkünfte und Magazine, die zur Erbauungszeit als bombensicher galten.